# King Biscuit Flower Hour Presents: Humble Pie In Concert
 (juillet 2018).
Si vous disposez d'ouvrages ou d'articles de référence ou si vous connaissez des sites web de qualité traitant du thème abordé ici, merci de compléter l'article en donnant les références utiles à sa vérifiabilité et en les liant à la section « Notes et références ».
Albums de Humble Pie
Hot n' Nasty: The Anthology 1994
(1994) Humble Pie : The Scrubbers Sessions
(1999)
King Biscuit Flower Hour Presents: Humble Pie In Concert est un album enregistré en public du groupe de rock anglais Humble Pie. Il est sorti le 27 février 1996
Cet album a été enregistré en public lors du concert donné au Winterland Ballroom de San Francisco le 6 mai 1973 dans le cadre du célèbre radio show américain, le King Biscuit Flower Hour.

## Liste des titres
| No  | Titre                         | Auteur                                              | Durée |
| --- | ----------------------------- | --------------------------------------------------- | ----- |
| 1.  | Up Your Sleeves/ 4 Days Creep | Steve Marriott / Ida Cox                            | 3:57  |
| 2.  | C'mon Everybody               | Jerry Capehart, Eddie Cochran                       | 3:35  |
| 3.  | Honky Tonk Women              | Mick Jagger, Keith Richards                         | 7:22  |
| 4.  | Stone Cold Fever              | Peter Frampton                                      | 5:40  |
| 5.  | Blues I Believe to My Soul    | Ray Charles                                         | 7:25  |
| 6.  | 30 Days in the Hole           | Marriott                                            | 7:49  |
| 7.  | (I'm a) Roadrunner            | Holland-Dozier-Holland                              | 12:28 |
| 8.  | Hallelujah I Love Her So      | Ray Charles                                         | 7:36  |
| 9.  | I Don't Need No Doctor        | Nickolas Ashford, Valerie Simpson, Jo Armstead      | 13:05 |
| 10. | Hot 'n' Nasty                 | Clem Clempson, Marriott, Greg Ridley, Jerry Shirley | 7:20  |

## Musiciens
- Steve Marriott: chant, guitare
- Greg Ridley: basse
- Jerry Shirley: batterie, percussions
- Clem Clempson: guitare, guitare lead
- The Blackberries: chœurs
  - Venetta Field
  - Clydie King
  - Billie Barnum